# Рустави (Аспиндзский муниципалитет)
Рустави (груз. რუსთავი) — село в Грузии, на территории Аспиндзского муниципалитета края (мхаре) Самцхе-Джавахети.

## География
Село находится в южной части Грузии, на правом берегу Куры, на расстоянии приблизительно 10 километров (по прямой) к северо-западу от посёлка городского типа Аспиндза, административного центра муниципалитета. Абсолютная высота — 1071 метр над уровнем моря.

## Население
По результатам официальной переписи населения 2014 года, в Рустави проживало 427 человек (216 мужчин и 211 женщин). В национальной структуре населения грузины составляли 99,5 %, армяне — 0,25 %, греки — 0,25 %.
| Год  | Население, человек |
| ---- | ------------------ |
| 2002 | 438                |
| 2014 | ↘ 427              |